# The Pledge
The Pledge is een psychologische thriller uit 2001 geregisseerd door Sean Penn. Het verhaal is gebaseerd op het boek Das Versprechen (De belofte) van Friedrich Dürrenmatt. The Pledge werd genomineerd voor onder meer de Gouden Beer en de Gouden Palm. De film gaat over de verwording van een gepensioneerde politierechercheur die een succesvolle loopbaan achter zich heeft.

## Verhaal
Hoewel agent Jerry Black nog maar zes uur van zijn pensioen verwijderd is, belooft hij de moeder van een vermoord meisje dat hij de ware moordenaar zal vinden. Black gelooft namelijk niet dat zijn partner Stan Krolak de goede man heeft gepakt, nadat die een bekentenis uit de verstandelijk ernstig beperkte Toby Jay Wadenah heeft getrokken. Deze pleegde direct daarna zelfmoord.
Door 'op zielsrust' te beloven aan de moeder van het vermoorde meisje dat hij de dader zal vinden, raakt Black persoonlijk zo betrokken bij de zaak dat het een obsessie wordt. Doordat Lori en haar dochtertje bij hem in huis komen wonen wordt deze obsessie alleen maar sterker.
Verschillende aanwijzingen die hij vindt, zetten hem op het spoor van iemand die mogelijk al meer slachtoffertjes met hetzelfde profiel maakte. Tijdens zijn onderzoek krijgt Black meer onder ogen dan hij eigenlijk zou willen.

## Rolverdeling
| Acteur             | Personage        |
| ------------------ | ---------------- |
| Jack Nicholson     | Jerry Black      |
| Patricia Clarkson  | Margaret Larsen  |
| Benicio del Toro   | Toby Jay Wadenah |
| Aaron Eckhart      | Stan Krolak      |
| Helen Mirren       | de dokter        |
| Tom Noonan         | Gary Jackson     |
| Robin Wright       | Lori             |
| Vanessa Redgrave   | Annalise Hansen  |
| Mickey Rourke      | Jim Olstad       |
| Harry Dean Stanton | Floyd Cage       |
| Sam Shepard        | Eric Pollack     |
| Dale Dickey        | Strom            |
| Costas Mandylor    | monash deputy    |
| Michael O'Keefe    | Duane Larsen     |
| Lois Smith         | Helen Jackson    |
| Eileen Ryan        | Jean             |

## Filmmuziek
De muziek voor The Pledge werd gecomponeerd door Hans Zimmer en Klaus Badelt.

## Trivia
- Schrijver Dürrenmatt baseerde Das Versprechen op een verhaal dat hij eerder schreef voor de film Es geschah am hellichten Tag (1958). The Pledge bevat onder meer een ander, naargeestiger einde. Aangezien de belofte niet wordt ingelost, wordt het einde van de film wel als zeer onbevredigend gezien.
- Er bevindt zich een foto in de film waar Nicholson op staat op jongere leeftijd. Dezelfde foto kwam ook voor in The Shining.